# Beskid-Tunnel
Der Beskid-Tunnel (ukrainisch Бескидський тунель/Beskydskyj tunel) ist ein Eisenbahntunnel auf der heutigen Bahnstrecke Lwiw–Stryj–Tschop am Hauptkamm der Waldkarpaten (Beskiden) bei Wolowez und Oporez der Ukraine. Mit einer Länge von 1765 m durchquert er die Grenze zwischen den heutigen ukrainischen Oblasten Transkarpatien und Lwiw. Bis 1919 lag er an der Landesgrenze zwischen Österreich und dem Königreich Ungarn innerhalb der Doppelmonarchie Österreich-Ungarns. Von 1919 bis 1939 grenzten im Tunnel die Staaten Polen und Tschechoslowakei aneinander.
Vor dem russischen Überfall auf die Ukraine 2022 nutzten etwa 40 % des ukrainischen Transitverkehrs auf der Schiene nach Westen den Tunnel.

## Hintergrund

### Alter Tunnel
Der Tunnel wurde 1886 als Teil der Bahnstrecke von Lemberg in Galizien nach Bátyú in Ungarn eröffnet. Es war eingleisig. Während des Rückzugs der deutschen Wehrmacht im Zweiten Weltkrieg wurden die Tunnelportale gesprengt. Nach der Instandsetzung wurde der Tunnel ab 1946 wieder befahren.
Mit zunehmendem Verkehr stellte das nur eingleisige Bauwerk auf der sonst zweigleisig ausgebauten Strecke einen Engpass dar. Wegen des erneuerungsbedürftigen Zustandes war zuletzt nur noch eine Höchstgeschwindigkeit von 40 km/h zugelassen.
Die Gleise im Tunnel wurden mit Eröffnung eines neuen Tunnels abgebaut. Drei Stollen verbinden beide Tunnel. Sie dienen als Rettungswege für den Neubau.

### Neuer Tunnel
Um den Engpass zu beheben, wurde in vierjähriger Bauzeit parallel ein zweiter, neuer Tunnel gebaut und am 24. Mai 2018 durch den ukrainischen Präsidenten Petro Poroschenko eröffnet. Der Bau war das seinerzeit größte Infrastrukturprojekt der Ukraine. Errichtet wurde der Tunnel mit der Neuen Österreichischen Tunnelbaumethode.  Der Durchstich erfolgte im Januar 2016.
Der neue Tunnel ist zweigleisig mit einem Profil von 8,5 m Höhe und 10,5 m Breite. Er ist 1765,5 Meter lang und von maximal 180 Metern Gebirge überdeckt. Er ist mit zwölf Rettungskammern und 49 Schutznischen ausgestaltet und für eine 100-jährige Nutzungsdauer vorgesehen. Die Kapazität der seitdem durchgängig zweigleisig ausgebauten Strecke liegt nun bei 100 Zugpaaren täglich.
Finanziert wurde der Neubau mit Krediten der Europäischen Bank für Wiederaufbau und Entwicklung und der Europäischen Investitionsbank.
Während des Krieges in der Ukraine beschossen russische Truppen den strategisch wichtigen Tunnel in der Nacht zum 2. Juni 2022 mit „hochpräzisen“ seegestützten Raketen. Laut ukrainischen Angaben verfehlte der Angriff jedoch das Ziel und der Tunnel selbst blieb unbeschädigt. Der Eisenbahnverkehr konnte noch am gleichen Tag wieder aufgenommen werden.